# 收腹器

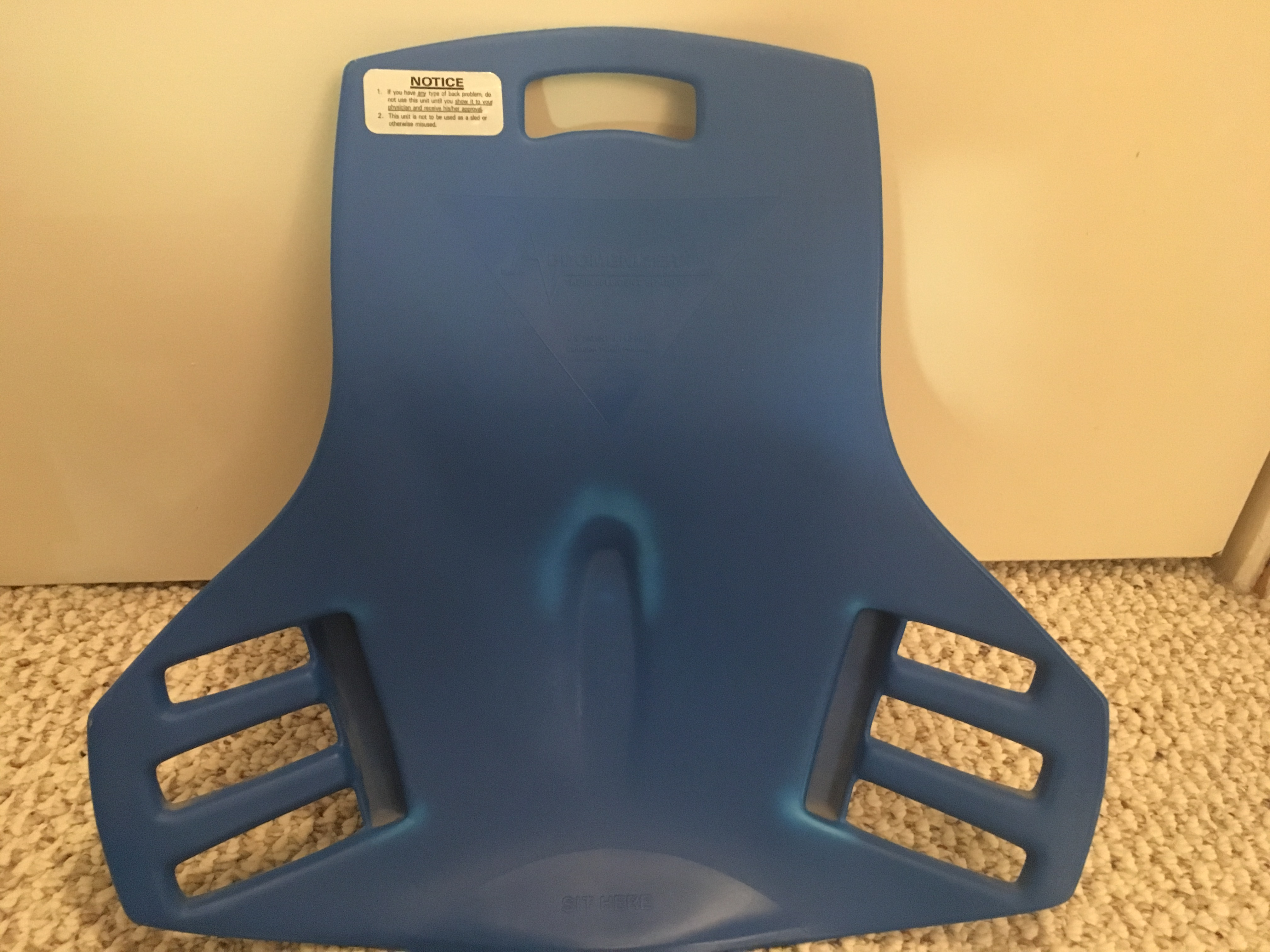
收腹器

收腹器（英語：Abdomenizer）是由加拿大脊椎按摩師丹尼斯（Dennis Colonello）發明的用於腹部鍛煉的體育器材。通過美國俄亥俄州坎頓的一家公司以諮詢廣告的形式向外界推廣。該設備是一個扁平的鞍狀熱成型塑料，可以對尾骨施壓。
在進行仰臥起坐運動時，可以使用該設備來保護後腰。很多人會用收腹器來作為滑雪橇。

## 外部連結
- traveler: blue skies, snowy hills, and my abdomenizer. Using an Abdomenizer as a sled, 17 March 2009.
- . The Onion. 12 August 1998  [2009-06-23]. （原始内容存档于2009年6月28日）. - satirical news story